# Schlotheimia angustata
Schlotheimia angustata là một loài Rêu trong họ Orthotrichaceae. Loài này được Mitt. miêu tả khoa học đầu tiên năm 1869.